# Colada (espasa)

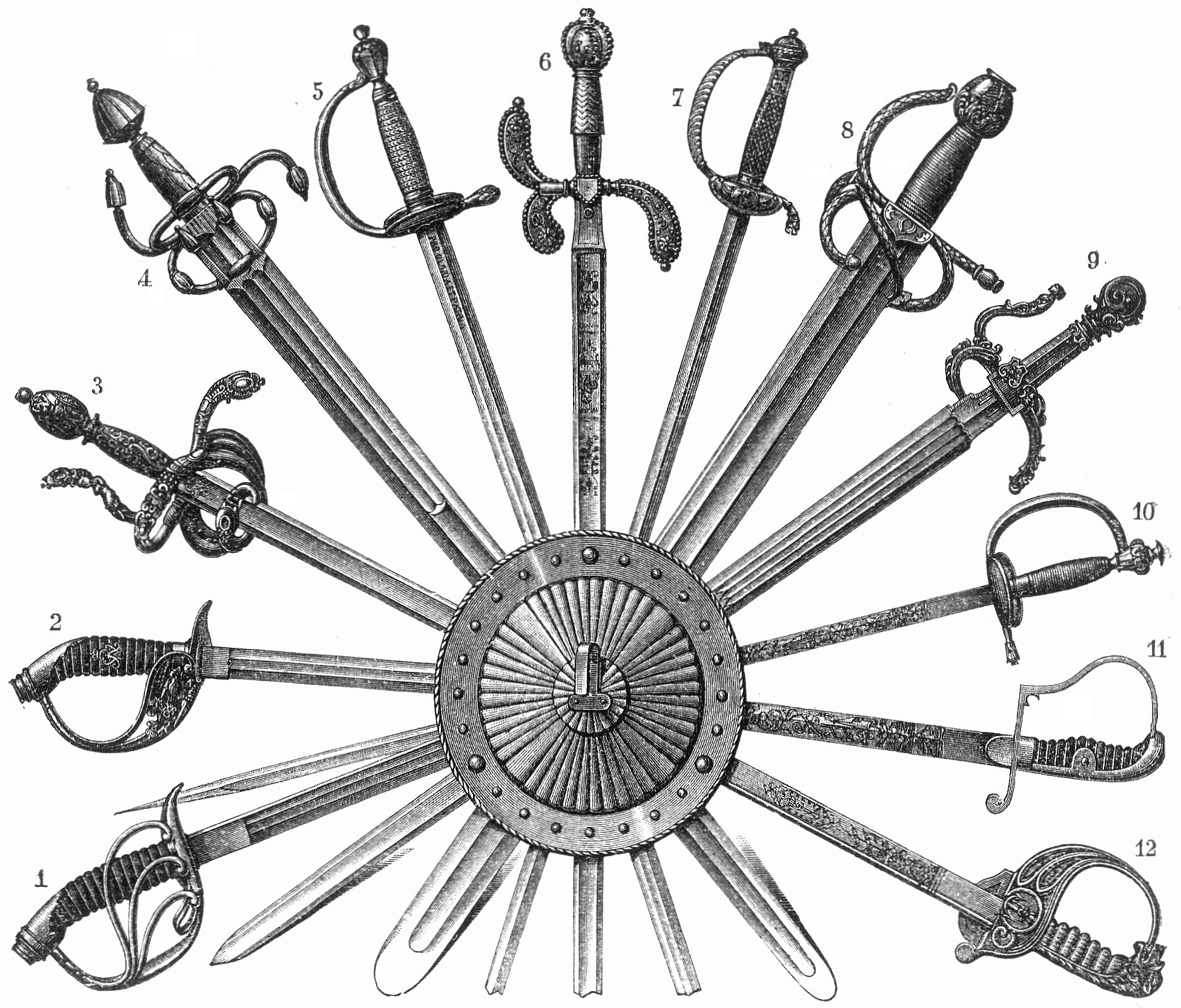
Conjunt d'espases de Felip II. La Colada és la núm. 8

Colada era l'espasa dels comtes de Barcelona. L'espasa es troba al Museu de la Real Armeria, a Madrid. Martí de Riquer, identifica la Colada, rebatejada Tisó, com l'espasa de Jaume el Conqueridor.
Després de la derrota a la batalla de Tébar el 1090, en la que Berenguer Ramon II va caure presoner de Rodrigo Díaz de Vivar juntament amb cinc mil enemics, entre els quals hi havia els principals nobles del seguici, com Guerau Alemany de Cervelló i Ramon Mir de Ribes. El botí obtingut va ser molt important: vaixelles d'or i plata, vestits de teixits preciosos, cavalls de combat, de càrrega, mules i gran quantitat d'armes de guerra, entre elles l'espasa Colada que van presentar al Cid, convalescent a la tenda de campanya.
El Cid va regalar aquesta espasa i la Tiçona als seus futurs gendres Diego de Carrión i Fernando de Carrión, però després de l'afrenta de Corpes, Díaz de Vivar els va exigir la devolució dels regals i va lliurar l'espasa a Martín Antolínez.